# Finlàndia al Festival de la Cançó d'Eurovisió
Finlàndia ha participat en el Festival de la Cançó d'Eurovisió des del seu debut en 1961. Va guanyar per primera i única vegada en 2006 amb «Hard Rock Hallelujah» de Lordi. Anteriorment, el seu millor resultat havia estat un sisè lloc amb Marion Rung i el seu «Tom tom tom», en 1973.
Abans de la victòria de 2006, Finlàndia era considerada per molts com el millor exemple d'un país amb pobres resultats a Eurovisió. Ha acabat en darrer lloc deu vegades, i ha obtingut "nul points" (zero punts) en 1963, 1965 i 1982. Des de la introducció de les semifinals en 2004, Finlàndia no ha aconseguit classificar-se per a la final en vuit ocasions. Al Festival d'Eurovisió de 2014, el país va obtenir el seu millor resultat en vuit anys, quan Softengine va acabar onzè en la final. En 2015, Finlàndia va quedar última en la seva semifinal amb la cançó més curta de la història del Festival, «Aina mun pitää», que té una durada de tan sols 1 minut i 25 segons. El 2023, van assolir una segona posició, el seu segon millor resultat de la història, amb «Cha Cha Cha» de Käärijä, també guanyant la votació del públic.

## Història
En 2006, Lordi va assolir la victòria, amb una cançó radicalment diferent de l'europop que dominava en les propostes de la competència: una cançó de rock heavy, interpretada per un grup de "monstres" i un espectacle visual a l'ús. La banda i la seva cançó «Hard Rock Hallelujah» va trencar rècord en obtenir la puntuació més alta en la història del Festival d'Eurovisió fins aquella data (292 punts).
Des de la creació de les semifinals, Finlàndia ha estat present en la final en les edicions de 2006, 2007, 2008 i 2009 dins de la dècada dels 2000. No obstant això, la passada de 2007, es deu a la seva condició de país amfitrió després de la victòria de Lordi a Grècia l'any anterior. Excepte al festival del 2006, a la resta dels festivals (2007, 2008 i 2009), a pesar del fet que estiguessin en la final, han ocupat males posicions, sobretot en la de 2009 on van quedar en últim lloc, després d'haver estat rescatada pel jurat en la primera semifinal. En 2010 es va quedar a les portes de la final en haver quedat en el lloc 11. En 2011, va quedar 21è en la final malgrat la seva 3a posició de la semifinal. En 2012, no va aconseguir classificar-se a la final amb el lloc 12. En 2013, va aconseguir l'antepenúltima posició (24 de 26) en la final malgrat aconseguir ser novens en la semifinal. En 2014, va obtenir un meritori 3r lloc en la semifinal, però no va convèncer tant en la gran final (11è).
En 2015, amb el grup Pertti Kurikan Nimipäivät, no aconseguiren passar a la final, ja que havien obtingut únicament 11 punts. Es tractava d'una banda punk, els membres de la qual comptaven amb discapacitats intel·lectuals. «Aina mun pitää» és la cançó més curta de la història del concurs (1 minut i 25 segons).
En 2016, Sandhja, guanyadora de l'UMK, va representar el país amb el tema «Sing It Away». No obstant això, no va aconseguir la classificació per a la final, després d'obtenir 51 punts i el quinzè lloc en la semifinal.
De la mateixa manera, en 2017, contra tot pronòstic, Norma John i la seva cançó «Blackbird» tampoc no van aconseguir la passada a la final per al seu país. Van haver de conformar-se amb 92 punts i un dotzè lloc en una primera semifinal molt renyida.
Aquesta ratxa es va trencar amb Saara Aalto en 2018. La cantant va aconseguir, amb el tema «Monsters», passar a la gran final després d'haver quedat en 10a posició en la semifinal (108 punts). A pesar d'això, en la gran final va quedar penúltima (25 de 26) amb 46 punts, únicament per davant de l'amfitriona Portugal. Un any més tard, Darude i Sebastian Rejman, que van interpretar «Look Away», van quedar últims en la seva semifinal (17) amb 23 punts.
Finlàndia va tornar de nou a l'èxit el 2021, amb «Dark Side» de Blind Channel, que va quedar en sisena posició, el seu millor resultat des de Lordi el 2006. Van mantenir la ratxa de classificacions amb «Jezebel» del famós grup de rock The Rasmus, i això va culminar el 2023 amb la segona posició de Käärijä i el seu «Cha Cha Cha».
Finlàndia ha estat 14 vegades entre el TOP-10 en una final.

## Idioma
Les cançons finlandeses van ser compostes en anglès entre 2000 i 2009, en 2011, 2013, 2014 i entre 2016 i 2022, a més d'entre 1973 i 1976, (aquests dos últims períodes eren aquells en els quals es permetia que les cançons foren escrites en qualsevol idioma). La resta de cançons han estat interpretades en finès, excepte en 1990 i 2012, amb cançons interpretades en suec, llengua també oficial al país.

## Patrons de votació
En els patrons de votació, Finlàndia ha donat i rebut suport tradicionalment per part de les nacions del bàltic, tals com Estònia i Letònia. No obstant això, també té llaços propers amb els països nòrdics. En 2004, els 12 punts de Finlàndia van ser per a Suècia, fet que es va repetir en 2007. La primera vegada que Suècia va donar 12 punts a Finlàndia va ser en 2006 per la cançó de Lordi. En 2007, això es va tornar a repetir quan van donar-li 12 punts a Hanna Pakarinen amb «Leave Me Alone». Finlàndia també ha donat altes puntuacions a Itàlia fins que aquest país es retirés en 1997 per un període de 13 anys.

## Participacions
Llegenda
| Any                         | Seu         | Artista                     | Cançó                        | Final                | Punts                | Semifinal                   | Punts                       |
| --------------------------- | ----------- | --------------------------- | ---------------------------- | -------------------- | -------------------- | --------------------------- | --------------------------- |
| 1961                        | Canes       | Laila Kinnunen              | «Valoa ikkunassa»            | 10                   | 6                    | No va haver-hi semifinals   | No va haver-hi semifinals   |
| 1962                        | Luxemburg   | Marion Rung                 | «Tipi-tii»                   | 7                    | 4                    | No va haver-hi semifinals   | No va haver-hi semifinals   |
| 1963                        | Londres     | Laila Halme                 | «Muistojeni laulu»           | 13                   | 0                    | No va haver-hi semifinals   | No va haver-hi semifinals   |
| 1964                        | Copenhaguen | Lasse Mårtenson             | «Laiskotellen»               | 7                    | 9                    | No va haver-hi semifinals   | No va haver-hi semifinals   |
| 1965                        | Nàpols      | Viktor Klimenko             | «Aurinko laskee länteen»     | 15                   | 0                    | No va haver-hi semifinals   | No va haver-hi semifinals   |
| 1966                        | Luxemburg   | Ann Christine               | «Playboy»                    | 10                   | 7                    | No va haver-hi semifinals   | No va haver-hi semifinals   |
| 1967                        | Viena       | Fredi                       | «Varjoon - suojaan»          | 12                   | 3                    | No va haver-hi semifinals   | No va haver-hi semifinals   |
| 1968                        | Londres     | Kristina Hautala            | «Kun kello käy»              | 16                   | 1                    | No va haver-hi semifinals   | No va haver-hi semifinals   |
| 1969                        | Madrid      | Jarkko & Laura              | «Kuin silloin ennen»         | 12                   | 6                    | No va haver-hi semifinals   | No va haver-hi semifinals   |
| No hi va participar en 1970 |             |                             |                              |                      |                      |                             |                             |
| 1971                        | Dublín      | Markku Aro & Koivistolaiset | «Tie uuteen päivään»         | 8                    | 84                   | No va haver-hi semifinals   | No va haver-hi semifinals   |
| 1972                        | Edimburg    | Päivi Paunu & Kim Floor     | «Muistathan»                 | 12                   | 78                   | No va haver-hi semifinals   | No va haver-hi semifinals   |
| 1973                        | Luxemburg   | Marion Rung                 | «Tom Tom Tom»                | 6                    | 93                   | No va haver-hi semifinals   | No va haver-hi semifinals   |
| 1974                        | Brighton    | Carita                      | «Keep me warm»               | 13                   | 4                    | No va haver-hi semifinals   | No va haver-hi semifinals   |
| 1975                        | Estocolm    | Pihasoittajat               | «Old Man Fiddle»             | 7                    | 74                   | No va haver-hi semifinals   | No va haver-hi semifinals   |
| 1976                        | La Haia     | Fredi & Ystävät             | «Pump-Pump»                  | 11                   | 44                   | No va haver-hi semifinals   | No va haver-hi semifinals   |
| 1977                        | Londres     | Monica Aspelund             | «Lapponia»                   | 10                   | 50                   | No va haver-hi semifinals   | No va haver-hi semifinals   |
| 1978                        | París       | Seija Simola                | «Anna rakkaudelle tilasuus»  | 18                   | 2                    | No va haver-hi semifinals   | No va haver-hi semifinals   |
| 1979                        | Jerusalem   | Katri Helena                | «Katson sineen taivaan»      | 14                   | 38                   | No va haver-hi semifinals   | No va haver-hi semifinals   |
| 1980                        | La Haia     | Vesa-Matti Loiri            | «Huilumies»                  | 19                   | 6                    | No va haver-hi semifinals   | No va haver-hi semifinals   |
| 1981                        | Dublín      | Riki Sorsa                  | «Reggae OK»                  | 16                   | 27                   | No va haver-hi semifinals   | No va haver-hi semifinals   |
| 1982                        | Harrogate   | Kojo                        | «Nuku pommiin»               | 18                   | 0                    | No va haver-hi semifinals   | No va haver-hi semifinals   |
| 1983                        | Múnic       | Ami Aspelund                | «Fantasiaa»                  | 11                   | 41                   | No va haver-hi semifinals   | No va haver-hi semifinals   |
| 1984                        | Luxemburg   | Kirka                       | «Hengaillaan»                | 9                    | 46                   | No va haver-hi semifinals   | No va haver-hi semifinals   |
| 1985                        | Göteborg    | Sonja Lumme                 | «Eläköön elämä»              | 9                    | 58                   | No va haver-hi semifinals   | No va haver-hi semifinals   |
| 1986                        | Bergen      | Kari Kuivalainen            | «Never the End»              | 15                   | 22                   | No va haver-hi semifinals   | No va haver-hi semifinals   |
| 1987                        | Brussel·les | Vicky Rosti & Boulevard     | «Sata salamaa»               | 15                   | 32                   | No va haver-hi semifinals   | No va haver-hi semifinals   |
| 1988                        | Dublín      | Boulevard                   | «Nauravat silmät muistetaan» | 20                   | 3                    | No va haver-hi semifinals   | No va haver-hi semifinals   |
| 1989                        | Lausana     | Anneli Saaristo             | «La dolce vita»              | 7                    | 76                   | No va haver-hi semifinals   | No va haver-hi semifinals   |
| 1990                        | Zagreb      | Beat                        | «Fri?»                       | 21                   | 8                    | No va haver-hi semifinals   | No va haver-hi semifinals   |
| 1991                        | Roma        | Kaija Kärkinen              | «Hullu yö»                   | 20                   | 6                    | No va haver-hi semifinals   | No va haver-hi semifinals   |
| 1992                        | Malmö       | Pave Maijanen               | «Yamma, yamma»               | 23                   | 4                    | No va haver-hi semifinals   | No va haver-hi semifinals   |
| 1993                        | Millstreet  | Katri Helena                | «Tule luo»                   | 17                   | 20                   | Kvalifikacija za Millstreet | Kvalifikacija za Millstreet |
| 1994                        | Dublín      | CatCat                      | «Bye Bye Baby»               | 22                   | 11                   | No va haver-hi semifinals   | No va haver-hi semifinals   |
| No hi va participar en 1995 |             |                             |                              |                      |                      |                             |                             |
| 1996                        | Oslo        | Jasmine                     | «Niin kaunis on taivas»      | 23                   | 9                    | 22                          | 26                          |
| No hi va participar en 1997 |             |                             |                              |                      |                      |                             |                             |
| 1998                        | Birmingham  | Edea                        | «Aava»                       | 15                   | 22                   | No va haver-hi semifinals   | No va haver-hi semifinals   |
| No hi va participar en 1999 |             |                             |                              |                      |                      |                             |                             |
| 2000                        | Estocolm    | Nina Åström                 | «A little bit»               | 18                   | 18                   | No va haver-hi semifinals   | No va haver-hi semifinals   |
| No hi va participar en 2001 |             |                             |                              |                      |                      |                             |                             |
| 2002                        | Tallinn     | Laura Voutilainen           | «Addicted to You»            | 20                   | 24                   | No va haver-hi semifinals   | No va haver-hi semifinals   |
| No hi va participar en 2003 |             |                             |                              |                      |                      |                             |                             |
| 2004                        | Istanbul    | Jari Sillanpää              | «Takes 2 To Tango»           | No es va classificar | No es va classificar | 14                          | 51                          |
| 2005                        | Kíev        | Geir Rönning                | «Why?»                       | No es va classificar | No es va classificar | 18                          | 50                          |
| 2006                        | Atenes      | Lordi                       | «Hard Rock Hallelujah»       | 1                    | 292                  | 1                           | 292                         |
| 2007                        | Hèlsinki    | Hanna Pakarinen             | «Leave Me Alone»             | 17                   | 53                   | País amfitrió               | País amfitrió               |
| 2008                        | Belgrad     | Teräsbetoni                 | «Missä miehet ratsastaa»     | 22                   | 35                   | 8                           | 79                          |
| 2009                        | Moscou      | Waldo's People              | «Lose Control»               | 25                   | 22                   | 12                          | 42                          |
| 2010                        | Oslo        | Kuunkuiskaajat              | «Työlki ellää»               | No es va classificar | No es va classificar | 11                          | 49                          |
| 2011                        | Düsseldorf  | Paradise Oskar              | «Da da dam»                  | 21                   | 57                   | 3                           | 103                         |
| 2012                        | Bakú        | Pernilla Karlsson           | «När jag blundar»            | No es va classificar | No es va classificar | 12                          | 41                          |
| 2013                        | Malmö       | Krista Siegfrids            | «Marry me»                   | 24                   | 13                   | 9                           | 64                          |
| 2014                        | Copenhaguen | Softengine                  | «Something better»           | 11                   | 72                   | 3                           | 97                          |
| 2015                        | Viena       | Pertti Kurikan Nimipäivät   | «Aina mun pitää»             | No es va classificar | No es va classificar | 16                          | 13                          |
| 2016                        | Estocolm    | Sandhja                     | «Sing It Away»               | No es va classificar | No es va classificar | 15                          | 51                          |
| 2017                        | Kíev        | Norma John                  | «Blackbird»                  | No es va classificar | No es va classificar | 12                          | 92                          |
| 2018                        | Lisboa      | Saara Aalto                 | «Monsters»                   | 25                   | 46                   | 10                          | 108                         |
| 2019                        | Tel-Aviv    | Darude ft. Sebastian Rejman | «Look away»                  | No es va classificar | No es va classificar | 17                          | 23                          |
| 2020                        | Rotterdam   | Aksel Kankaanranta          | «Looking Back»               | Festival cancel·lat  | Festival cancel·lat  | Festival cancel·lat         | Festival cancel·lat         |
| 2021                        | Rotterdam   | Blind Channel               | «Dark Side»                  | 6                    | 301                  | 5                           | 234                         |
| 2022                        | Torí        | The Rasmus                  | «Jezebel»                    | 22                   | 38                   | 7                           | 162                         |
| 2023                        | Liverpool   | Käärijä                     | «Cha Cha Cha»                | 2                    | 526                  | 1                           | 177                         |
| 2024                        | Malmö       | Windows95man                | «No Rules!»                  | 19                   | 38                   | 8                           | 63                          |
| 2025                        | Basilea     | Erika Vikman                | «Ich komme»                  | 11                   | 196                  | 3                           | 115                         |
| 2026                        | Àustria     |                             |                              |                      |                      |                             |                             |

## Festivals organitzats a Finlàndia
| Edició                                | Ciutat seu | Localització    | Presentandors                     |
| ------------------------------------- | ---------- | --------------- | --------------------------------- |
| Festival de la Cançó d'Eurovisió 2007 | Hèlsinki   | Hartwall Areena | Jaana Pelkonen i Mikko Leppilampi |

## Votació de Finlàndia
Fins a 2019, la votació de Finlàndia ha estat:
| Més punts atorgats només en la gran final | Més punts atorgats només en la gran final | Més punts atorgats només en la gran final |
| Pos.                                      | País                                      | Punts                                     |
| ----------------------------------------- | ----------------------------------------- | ----------------------------------------- |
| 1                                         | Suècia                                    | 283                                       |
| 2                                         | Itàlia                                    | 175                                       |
| 3                                         | Israel                                    | 160                                       |
| 4                                         | Regne Unit                                | 143                                       |
| 5                                         | Noruega                                   | 138                                       |

| Més punts atorgats en semifinals i final | Més punts atorgats en semifinals i final | Més punts atorgats en semifinals i final |
| Pos.                                     | País                                     | Punts                                    |
| ---------------------------------------- | ---------------------------------------- | ---------------------------------------- |
| 1                                        | Suècia                                   | 322                                      |
| 2                                        | Israel                                   | 209                                      |
| 3                                        | Estònia                                  | 204                                      |
| 4                                        | Noruega                                  | 180                                      |
| 5                                        | Itàlia                                   | 175                                      |

| Més punts rebuts només en la final | Més punts rebuts només en la final | Més punts rebuts només en la final |
| Pos.                               | País                               | Punts                              |
| ---------------------------------- | ---------------------------------- | ---------------------------------- |
| 1                                  | Suècia                             | 129                                |
| 2                                  | Noruega                            | 115                                |
| 3                                  | Islàndia                           | 81                                 |
| 4                                  | Estònia                            | 79                                 |
| 5                                  | Irlanda                            | 74                                 |
| 5                                  | Regne Unit                         | 74                                 |

| Més punts rebuts en semifinals i final | Més punts rebuts en semifinals i final | Més punts rebuts en semifinals i final |
| Pos.                                   | País                                   | Punts                                  |
| -------------------------------------- | -------------------------------------- | -------------------------------------- |
| 1                                      | Suècia                                 | 194                                    |
| 2                                      | Noruega                                | 174                                    |
| 3                                      | Estònia                                | 168                                    |
| 4                                      | Islàndia                               | 164                                    |
| 5                                      | Regne Unit                             | 117                                    |

## 12 punts
- Finlàndia ha donat 12 punts a:

### Final (1975 - 2003)
| Any  | País     | Any  | País       | Any  | País      | Any                         | País                        | Any                         | País                        |
| ---- | -------- | ---- | ---------- | ---- | --------- | --------------------------- | --------------------------- | --------------------------- | --------------------------- |
| 1975 | Itàlia   | 1981 | Suïssa     | 1987 | Irlanda   | 1993                        | Noruega                     | No hi va participar en 1999 | No hi va participar en 1999 |
| 1976 | Bèlgica  | 1982 | Israel     | 1988 | Luxemburg | 1994                        | Hongria                     | 2000                        | Letònia                     |
| 1977 | França   | 1983 | Iugoslàvia | 1989 | Dinamarca | No hi va participar en 1995 | No hi va participar en 1995 | No hi va participar en 2001 | No hi va participar en 2001 |
| 1978 | Alemanya | 1984 | Itàlia     | 1990 | França    | 1996                        | Estònia                     | 2002                        | França                      |
| 1979 | Israel   | 1985 | Suècia     | 1991 | Itàlia    | No hi va participar en 1997 | No hi va participar en 1997 | No hi va participar en 2003 | No hi va participar en 2003 |
| 1980 | Suïssa   | 1986 | Bèlgica    | 1992 | Itàlia    | 1998                        | Estònia                     |                             |                             |

| Any  | País                 | Any  | País     |
| ---- | -------------------- | ---- | -------- |
| 2004 | Estònia              | 2010 | Estònia  |
| 2005 | Noruega              | 2011 | Hongria  |
| 2006 | Bòsnia i Hercegovina | 2012 | Rússia   |
| 2007 | Islàndia             | 2013 | Islandia |
| 2008 | Noruega              | 2014 | Àustria  |
| 2009 | Islandia             | 2015 | Bèlgica  |

| Any  | Jurat         | Televot  |
| ---- | ------------- | -------- |
| 2016 | Països Baixos | Estònia  |
| 2017 | Suècia        | Portugal |
| 2018 | Israel        | Estònia  |
| 2019 | Austràlia     | Islàndia |
| 2021 | Bulgària      | Islàndia |
| 2022 | Suècia        | Estònia  |

| Any  | País    |
| ---- | ------- |
| 2023 | Txèquia |

| Any  | País    | Any  | País     |
| ---- | ------- | ---- | -------- |
| 2004 | Suècia  | 2010 | Alemanya |
| 2005 | Noruega | 2011 | Hongria  |
| 2006 | Rússia  | 2012 | Suècia   |
| 2007 | Sèrbia  | 2013 | Noruega  |
| 2008 | Noruega | 2014 | Àustria  |
| 2009 | Estònia | 2015 | Suècia   |

| Any  | Jurat  | Televot  |
| ---- | ------ | -------- |
| 2016 | Suècia | Ucraïna  |
| 2017 | Suècia | Portugal |
| 2018 | Israel | Estònia  |
| 2019 | Suècia | Islàndia |
| 2021 | Suïssa | Islàndia |
| 2022 | Suècia | Ucraïna  |
| 2023 | Suècia | Noruega  |

## Galeria d'imatges

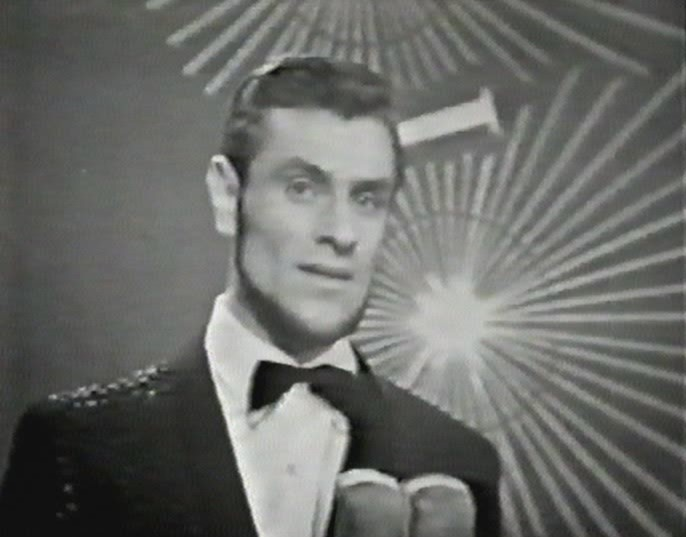
Viktor Klimenko a Nàpols (1965)
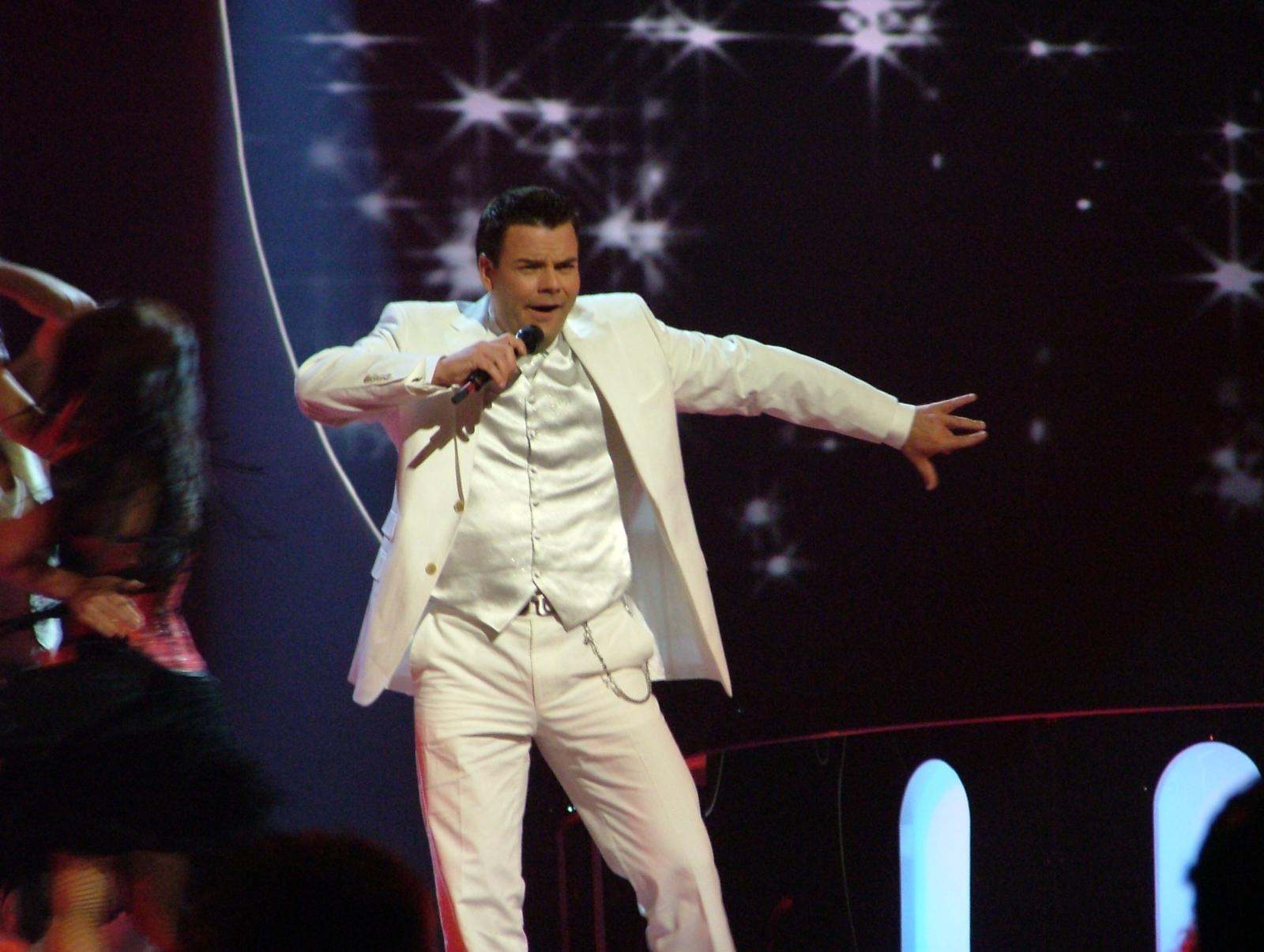
Jari Sillanpää a Istanbul (2004)
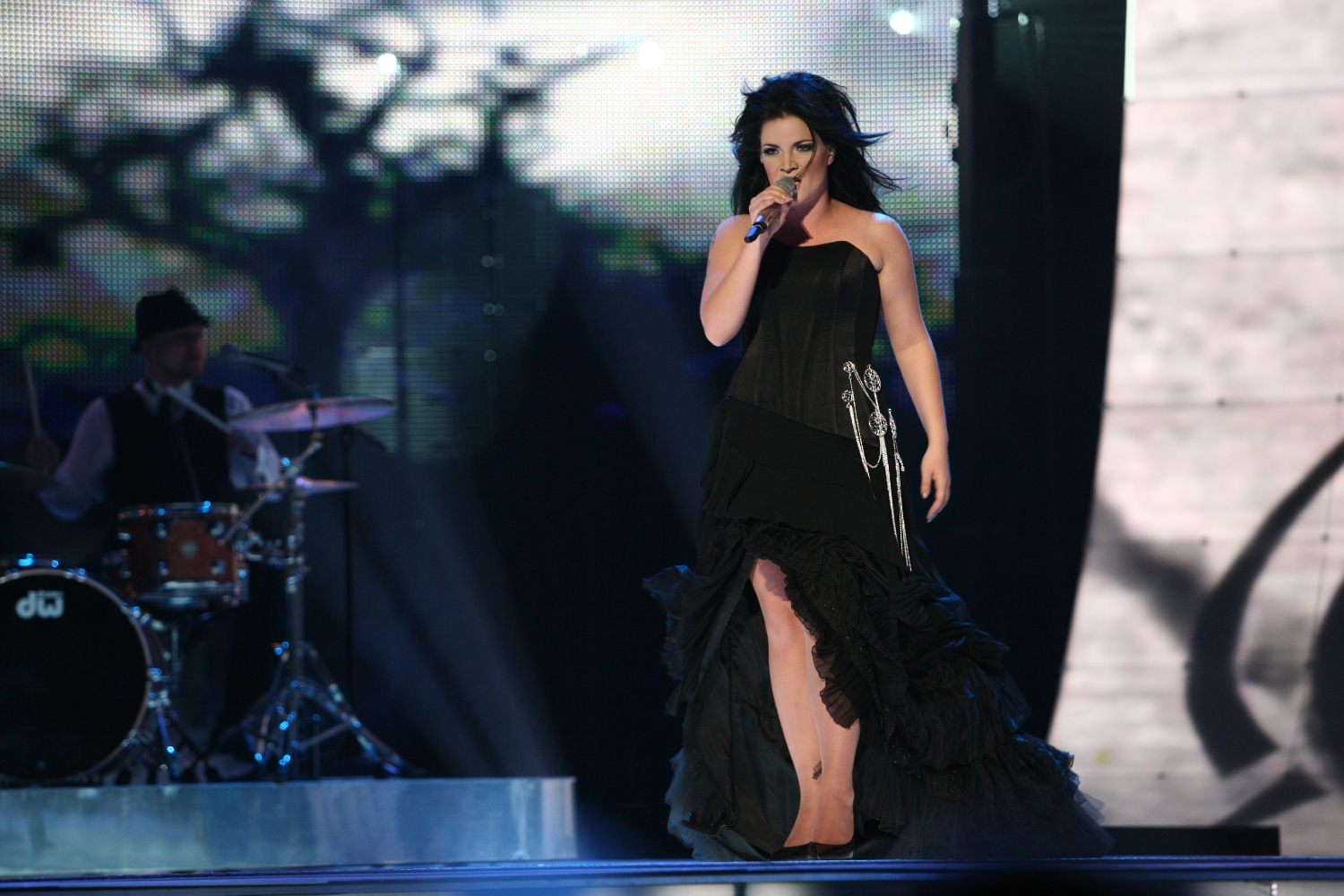
Hanna Pakarinen a Hèlsinki (2007)
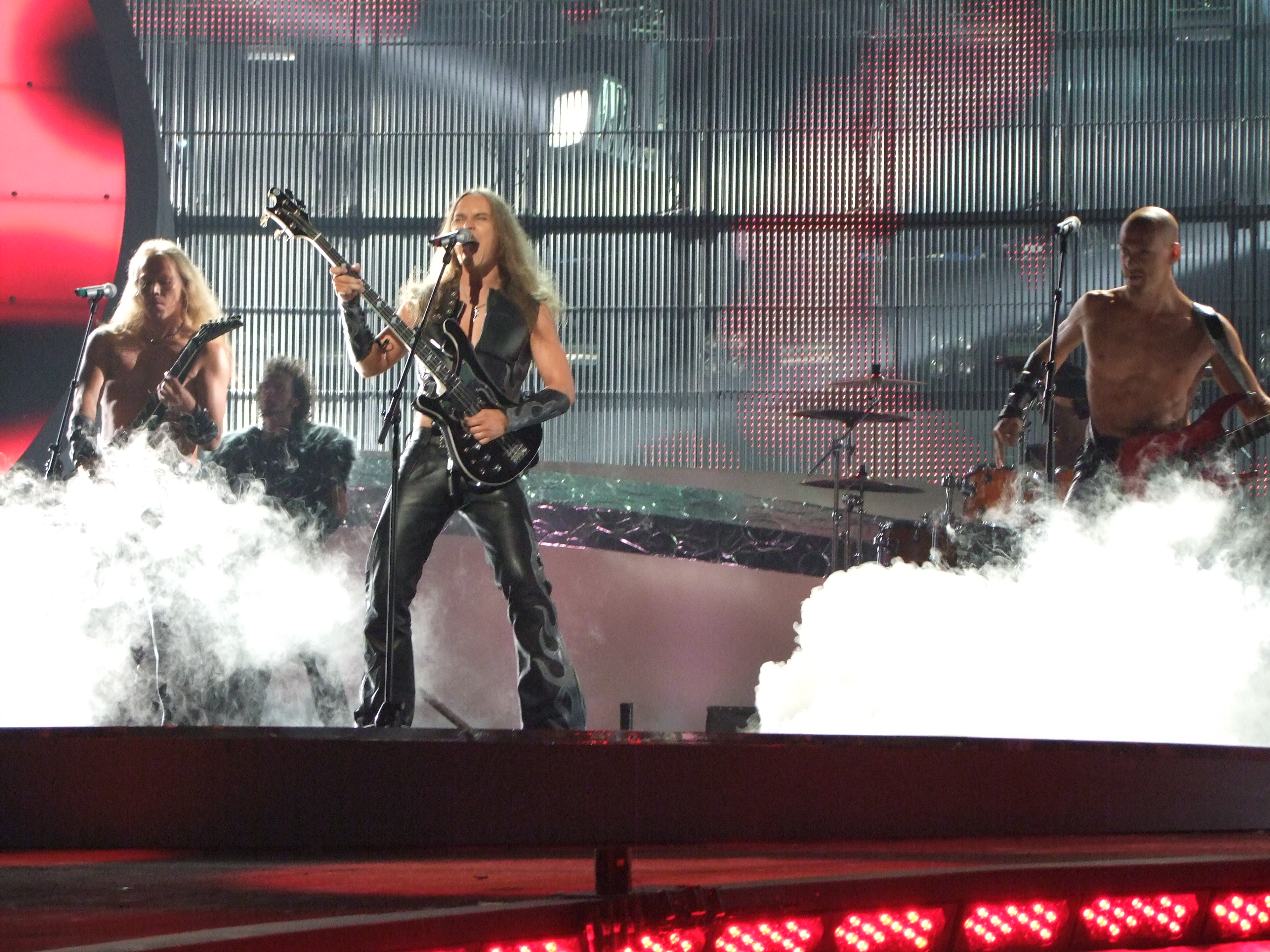
Teräsbetoni a Belgrad (2008)
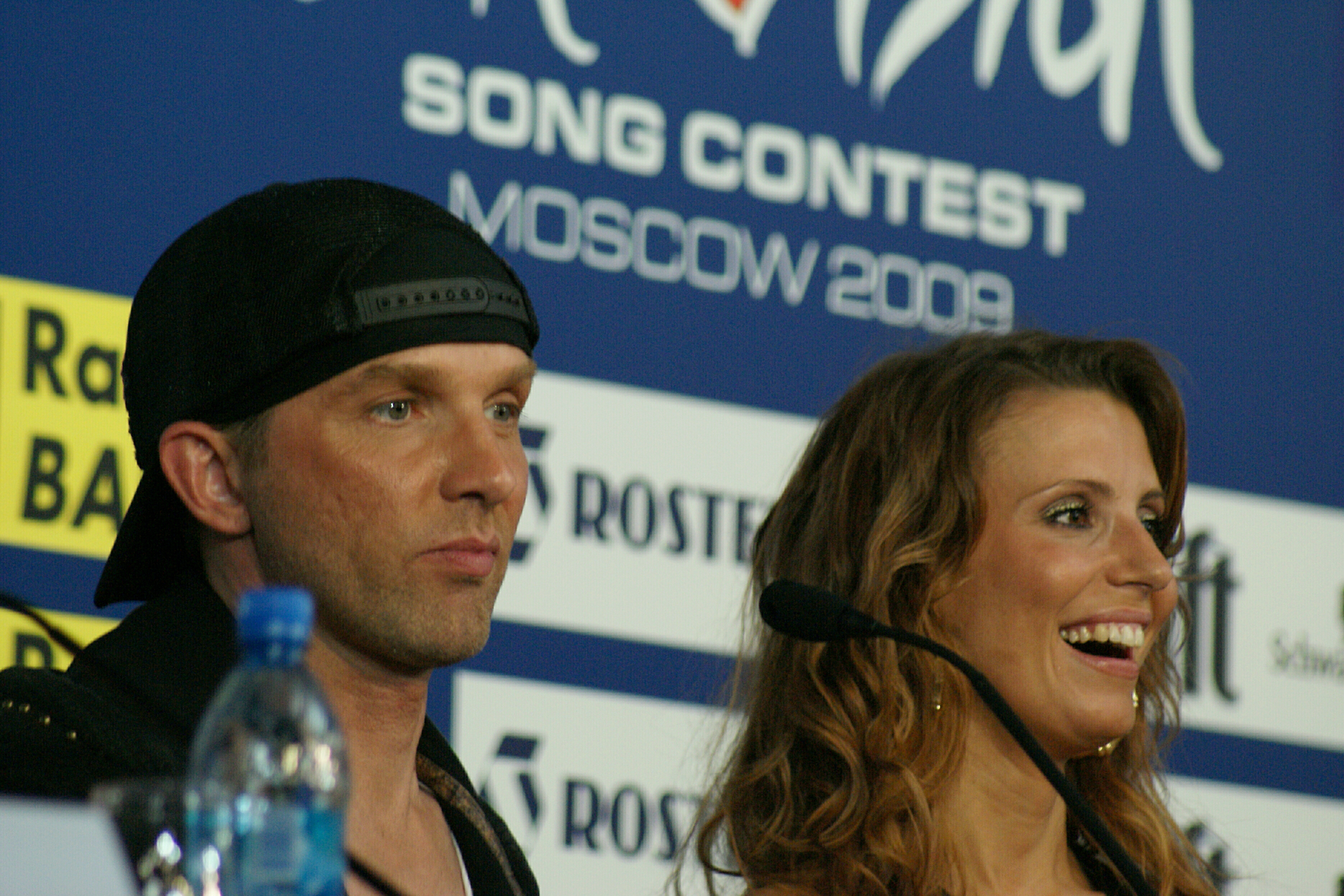
Waldo's People a Moscou (2009)
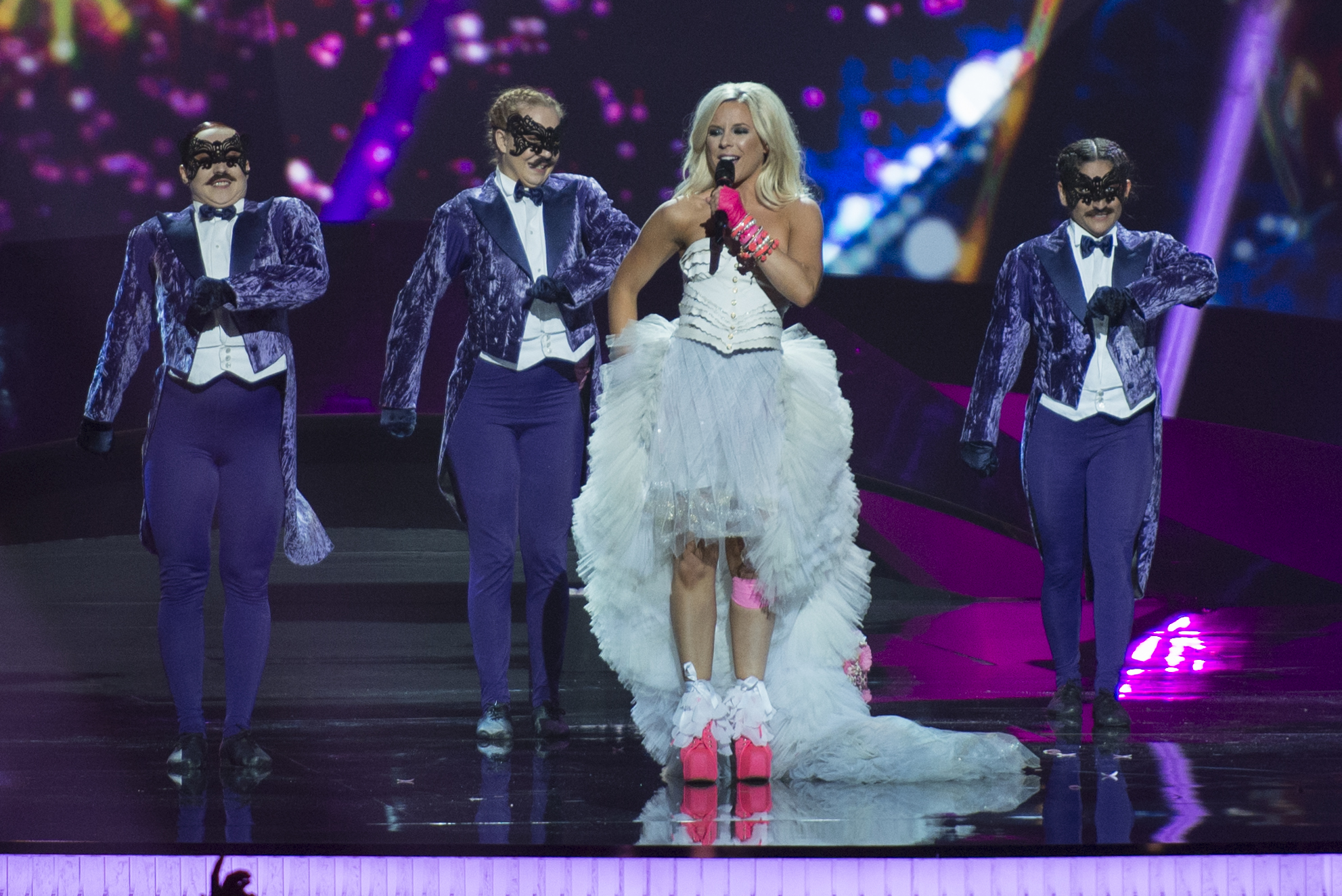
Krista Siegfrids a Malmö (2013)
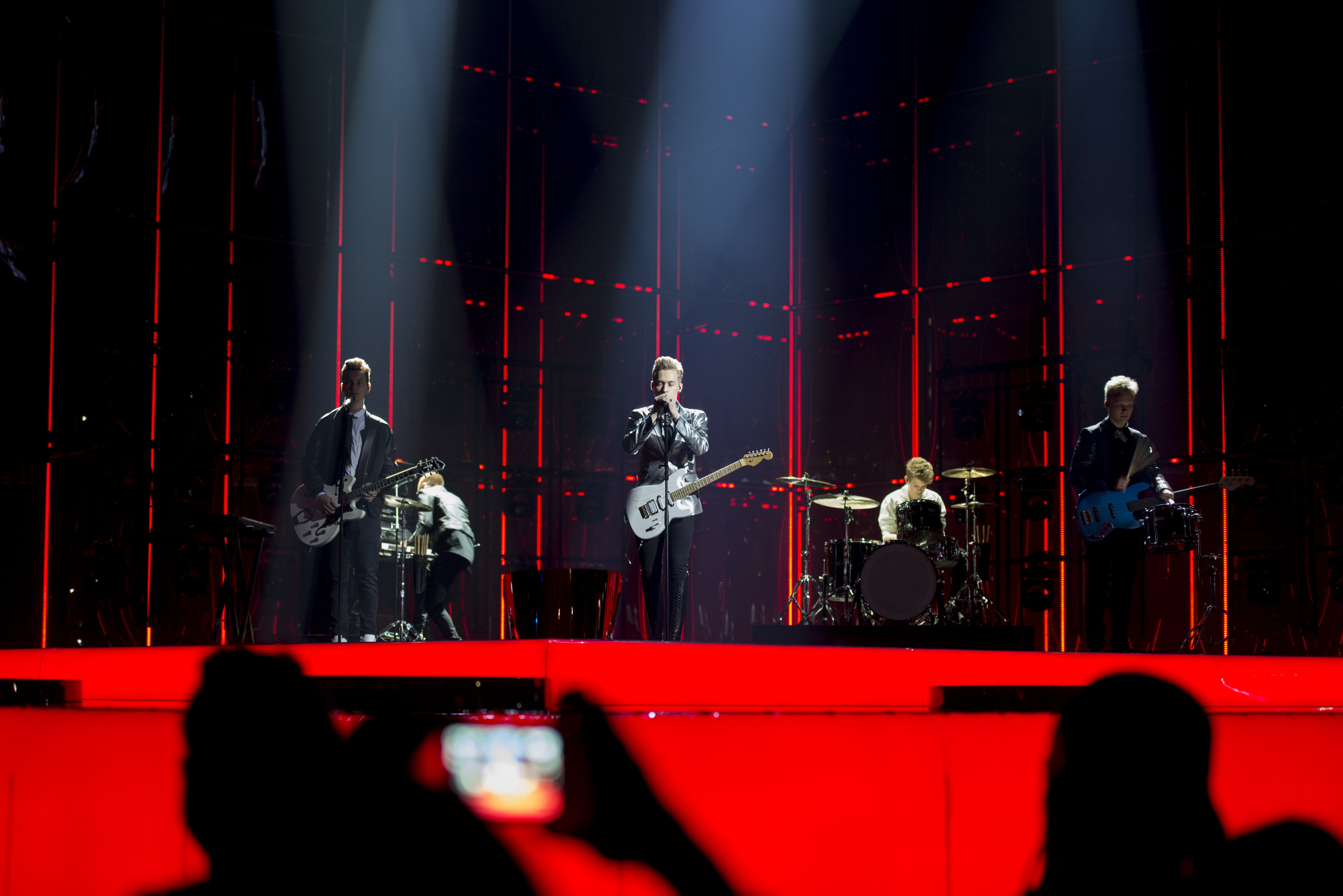
Softengine a Copenhaguen (2014)
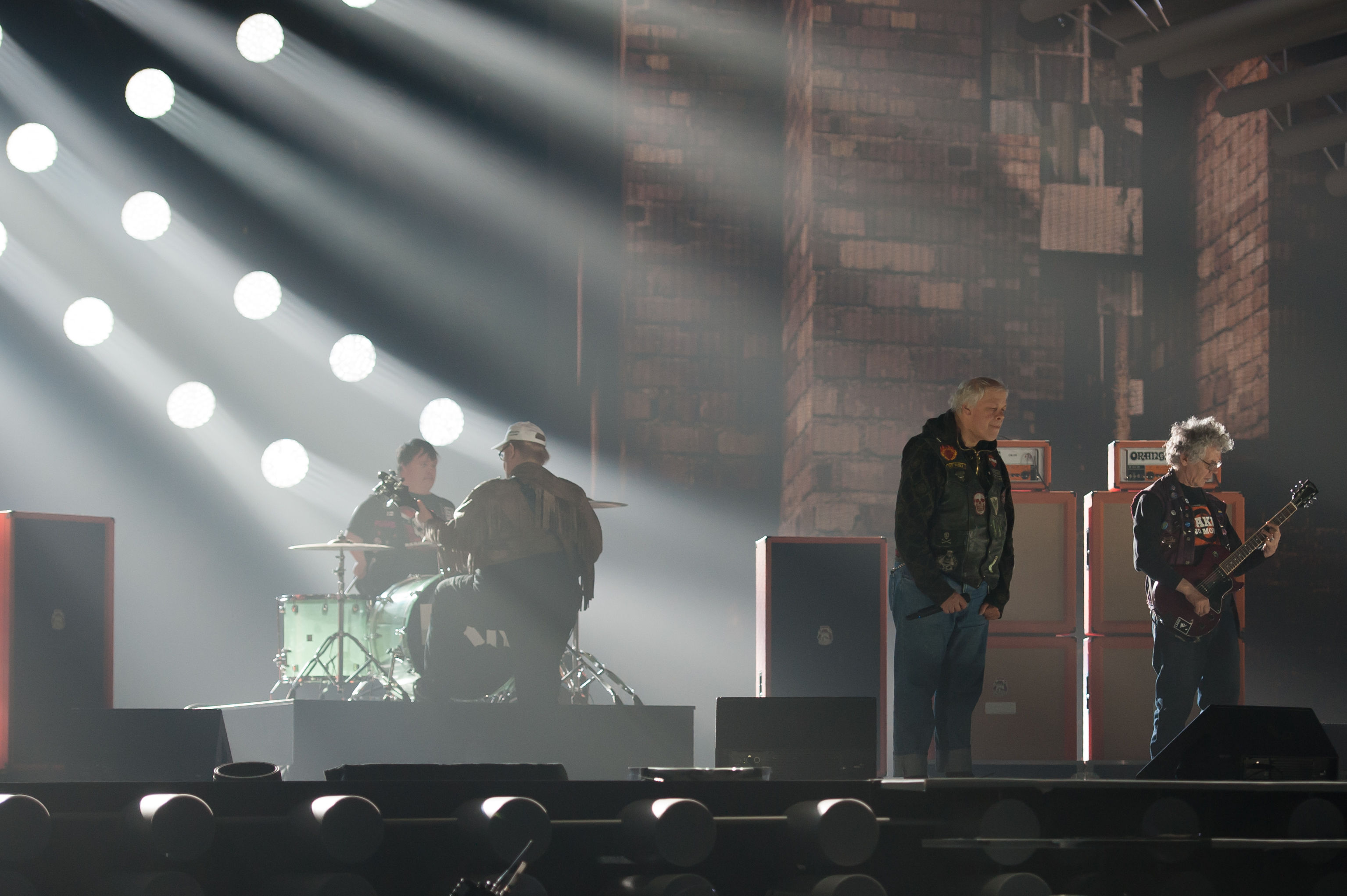
Pertti Kurikan Nimipäivät a Viena (2015)
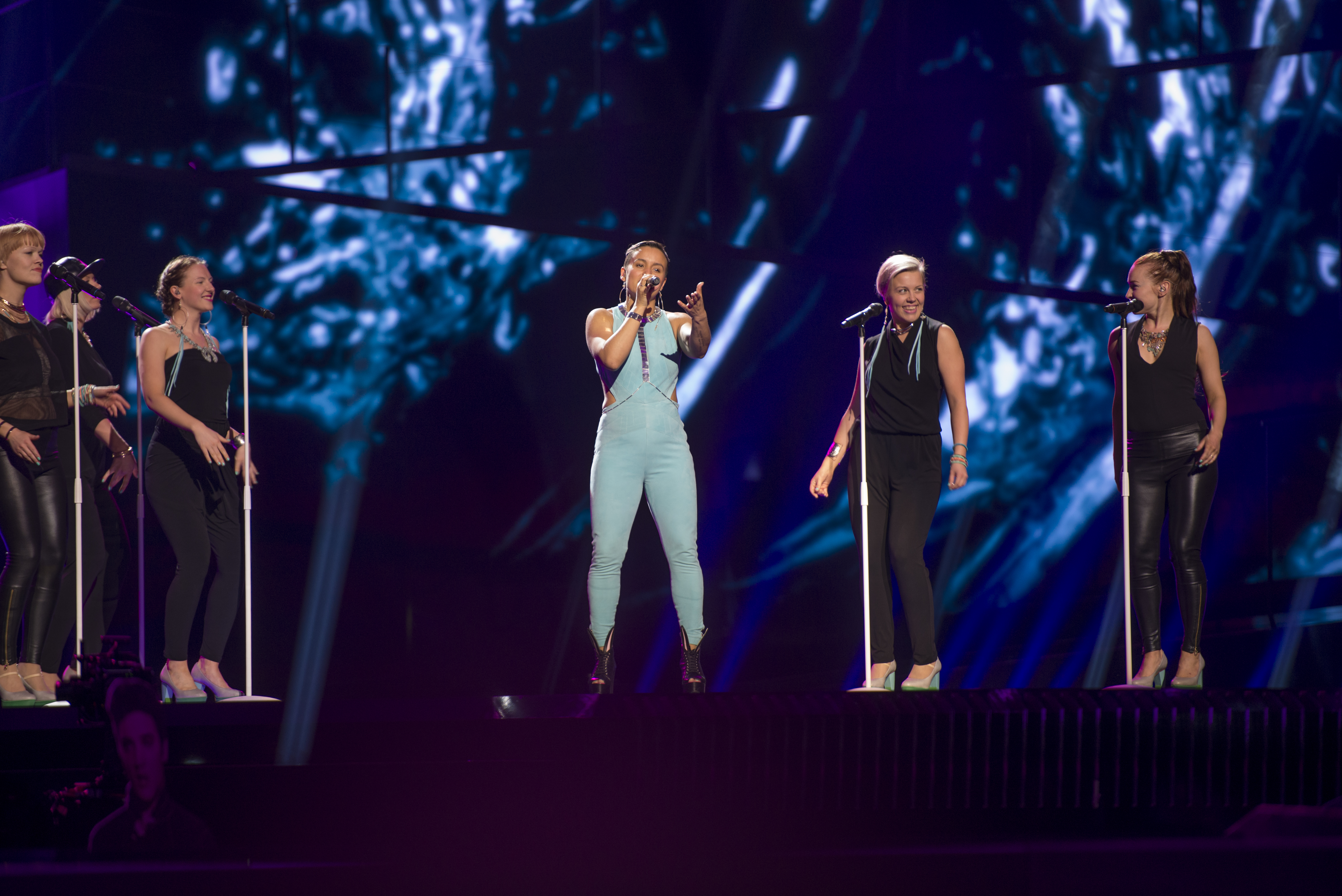
Sandhja a Estocolm (2016)
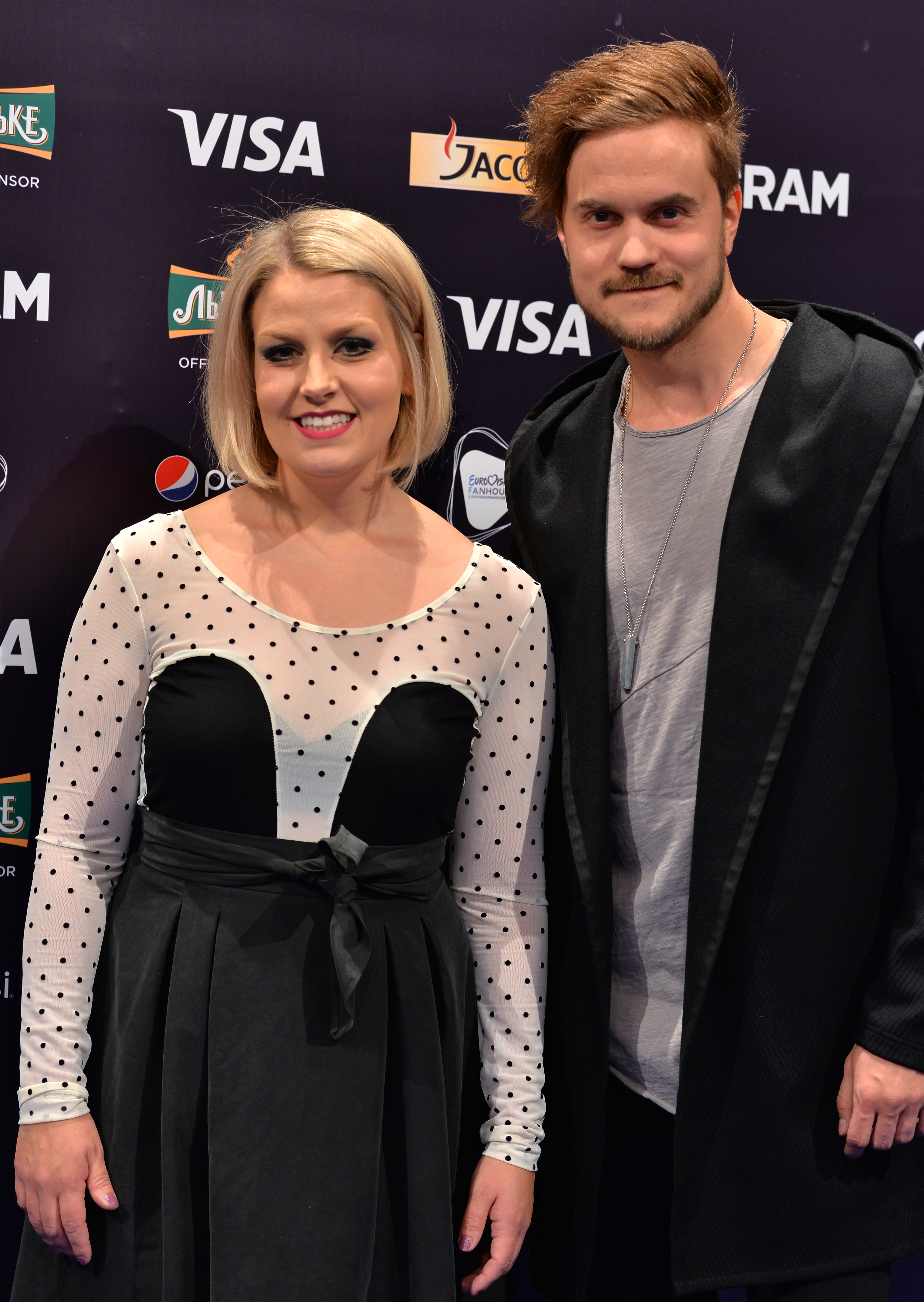
Norma John a Kíev (2017)
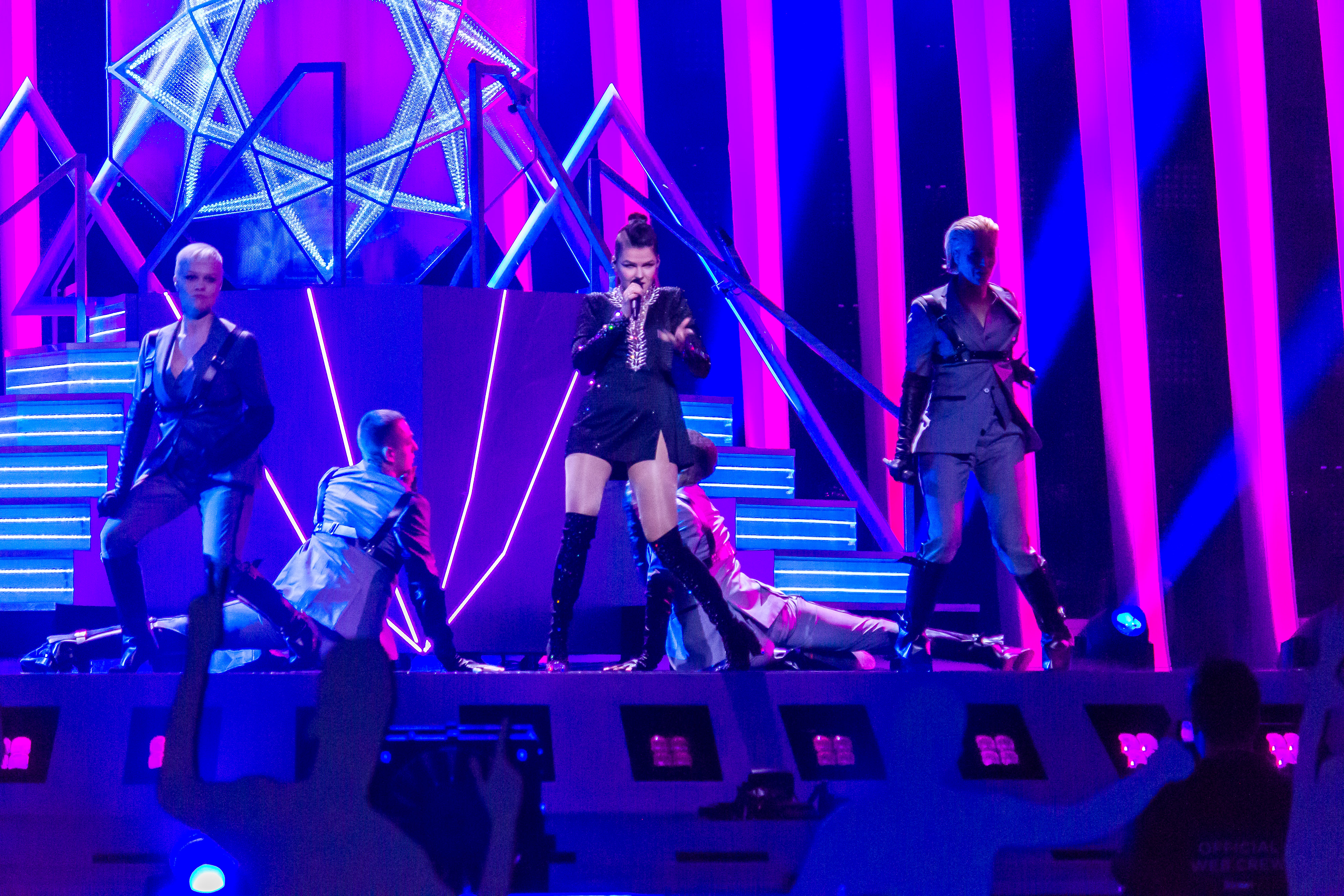
Saara Aalto a Lisboa (2018)
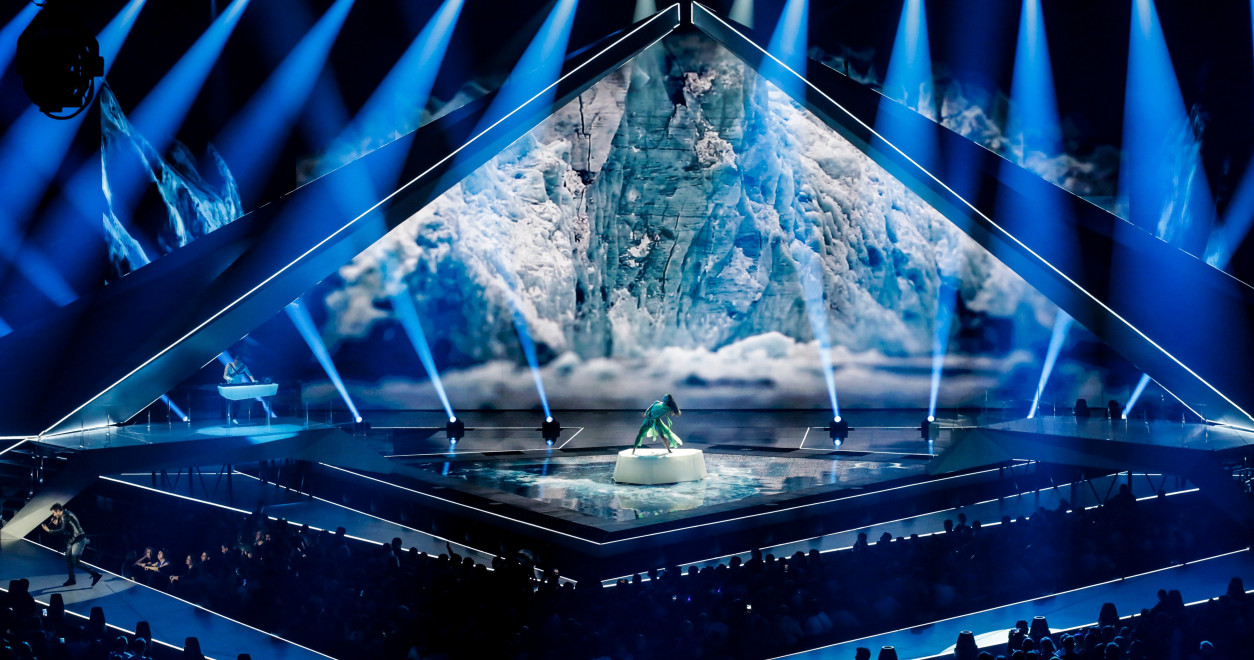
Darude i Sebastian Rejman a Tel-Aviv (2019)